# Brian Farmer
Brian Farmer (Wordsley, 29 de julio de 1933 - ibídem, 1 de junio de 2014) fue un futbolista británico que jugaba en la demarcación de defensa.

## Biografía
Debutó como futbolista con el Birmingham City FC en 1956 tras subir del equipo filial dos años antes. Además en 1955 ganó la Football League Championship. Jugó en el club un total de 145 partidos entre liga y copa, donde 118 fueron en la Football League First Division. Además jugó 17 partidos en Europa, como en la final de la Copa de Ferias de 1960 y en la final de Copa de Ferias de 1961, perdiendo ambos partidos. En 1962 fichó por el AFC Bournemouth, club al que capitaneó y donde jugó hasta 1965, año en el que se retiró como futbolista.
Falleció el 1 de junio de 2014 a los 80 años de edad.

## Clubes
| Club               | País       | Año         | Partidos | Goles |
| ------------------ | ---------- | ----------- | -------- | ----- |
| Birmingham City FC | Inglaterra | 1954 - 1962 | 145      | 0     |
| AFC Bournemouth    | Inglaterra | 1962 - 1965 | 132      | 0     |

## Palmarés

### Campeonatos nacionales
| Título                       | Club               | País       | Año  |
| ---------------------------- | ------------------ | ---------- | ---- |
| Football League Championship | Birmingham City FC | Inglaterra | 1955 |